# West Berkshire
West Berkshire ist eine Unitary Authority in der Grafschaft Berkshire. Der Verwaltungssitz ist Newbury; weitere bedeutende Orte sind Hungerford und Thatcham.

## Geschichte
Die Gebietskörperschaft wurde am 1. April 1974 als District Newbury gegründet und entstand aus der Fusion der Borough Newbury, der Rural Districts Bradfield, Hungerford und Newbury und einen Teil des Rural District Wantage. Als am 1. April 1998 der Grafschaftsrat von Berkshire aufgelöst wurde, erhielt der District den Status einer Unitary Authority und heißt seither West Berkshire.

## Gemeinden
West Berkshire gliedert sich in 63 Gemeinden (Parish):
- Aldermaston
- Aldworth
- Ashampstead
- Basildon
- Beech Hill
- Beedon
- Beenham
- Boxford
- Bradfield
- Brightwalton
- Brimpton
- Bucklebury
- Burghfield
- Catmore
- Chaddleworth
- Chieveley
- Cold Ash
- Combe
- Compton
- East Garston
- East Ilsley
- Enborne
- Englefield
- Farnborough
- Fawley
- Frilsham
- Great Shefford
- Greenham
- Hampstead Marshall
- Hampstead Norreys
- Hermitage
- Holybrook
- Hungerford
- Inkpen
- Kintbury
- Lambourn
- Leckhampstead
- Midgham
- Newbury
- Padworth
- Pangbourne
- Peasemore
- Purley on Thames
- Shaw cum Donnington
- Speen
- Stanford Dingley
- Stratfield Mortimer
- Streatley
- Sulham
- Sulhamstead
- Thatcham
- Theale
- Tidmarsh
- Tilehurst
- Ufton Nervet
- Wasing
- Welford
- West Ilsley
- West Woodhay
- Winterbourne
- Wokefield
- Woolhampton
- Yattendon

Von diesen Gemeinden haben 54 einen eigenen, Tidmarsh und Sulham einen gemeinsamen Gemeinderat (Parish Council). In sieben Gemeinden gibt es kein solches Gremium, stattdessen finden Einwohnerversammlungen (Parish Meetings) statt. Hungerford, Newbury und Thatcham sind Kleinstädte (town) und haben dementsprechend einen Town Council.